# Eleccions al Dáil Éireann de 1989

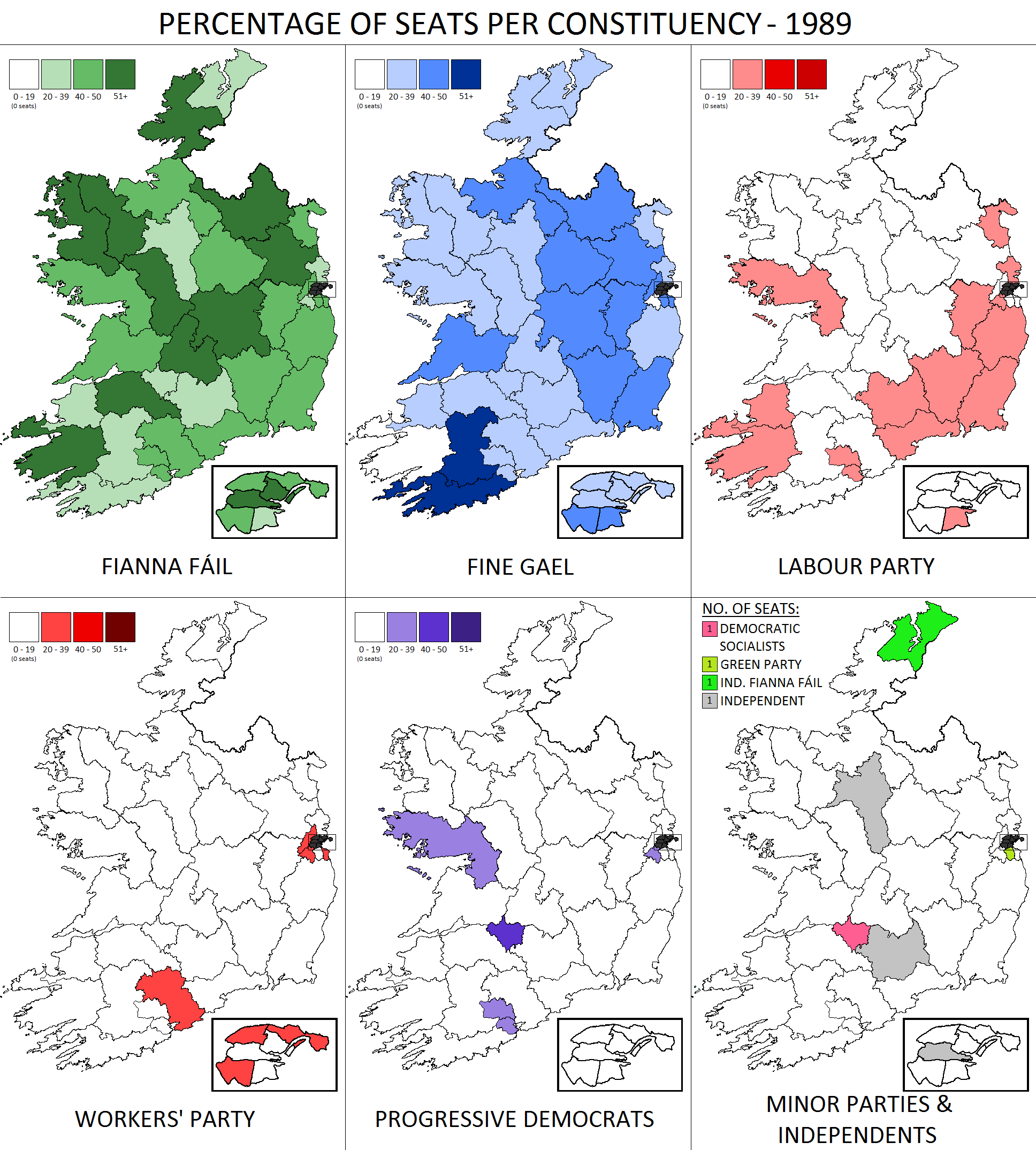
Resultats per circumscripcions i partits

Les eleccions al Dáil Éireann de 1989 es van celebrar el 15 de juny de 1989 per a renovar els 166 diputats del Dáil Éireann a causa de la dimissió de Charles Haughey com a cap de govern. Tot i guanyar un altre cop, el seu partit no va obtenir prou majoria, raó per la qual es va veure obligat a formar govern amb els Progressive Democrats.

## Resultats
| Partit                             | Líder            | Vot popular | %     | Escons |
| Fianna Fáil                        | Charles Haughey  |             | 44,4% | 77     |
| Fine Gael                          | Alan Dukes       |             | 29,3% | 55     |
| Laborista                          | Dick Spring      |             | 9,1%  | 15     |
| Partit dels Treballadors d'Irlanda | Tomás Mac Giolla |             | 4,2%  | 7      |
| Progressive Democrats              | Desmond O'Malley |             | 3,6%  | 6      |
| Partit Socialista Democràtic       | Jim Kemmy        |             | 0,6%  | 1      |
| Verds                              | Roger Garland    |             | 0,6%  | 1      |
| Sinn Féin                          | Gerry Adams      |             | 1,2%  | 0      |

## Conseqüències
Charles Haughey va formar un govern de entre Fianna Fáil i Progressive Democrats (PD) encapçalat per Charles Haughey.